# Maximiliano Velazco
Ramón Maximiliano Velazco (Villa Constitución, 8 de março de 1995) é um futebolista profissional argentino que atua como Goleiro. Atualmente defende o Deportes Santa Cruz.

## Carreira

### River Plate
Maximiliano Velazco se profissionalizou no River Plate, em 2013.
Maximiliano Velazco integrou o River Plate na campanha vitoriosa da Copa Sul-americana de 2014.

## Títulos
River Plate
- Copa Sul-Americana: 2014